# 親愛的奶奶
《親愛的奶奶》，是一部由瞿友寧執導的電影，於2012年完成，並選為2012年金馬國際影展開幕片，2013年1月公開上映。本片獲第50屆金馬獎最佳女配角與最佳原著劇本兩項提名。

## 劇情綱要
本片改編自導演瞿友寧的親身經歷，全劇採用倒敘方式呈現對於祖母的思念與難以忘懷的回憶片段，並發掘家人之間的親情矛盾與掙扎。故事中，已成家立室的阿達（柯宇綸飾）給逝世的祖母（張岫雲飾）寫了封信，在信中憶起阿達兒時的點點滴滴。在阿達小時候，父親（張世飾）長年在外地工作，鮮少返家，曾經是歌星的媽媽（林美秀飾）為了能夠專心照顧兒子和婆婆，便收拾情感與夢想，深藏自己的過去。阿達的世界長期以來只有與媽媽、奶奶相依為命，但隨著年歲漸長，心中不願與彼此分享的祕密卻越來越多。

## 獎項
| 主辦單位       | 獎項         | 受獎者 | 階段／結果 |
| -------------- | ------------ | ------ | ---------- |
| 第50屆金馬獎   | 最佳女配角   | 林美秀 | 提名       |
| 第50屆金馬獎   | 最佳原著劇本 | 瞿友寧 | 提名       |
| 第56屆亞太影展 | 最佳女配角   | 林美秀 | 提名       |

## 外部連結
- 《親愛的奶奶》的Facebook專頁
- Yahoo奇摩電影上《親愛的奶奶》的資料（繁體中文）
- MSN娛樂上《親愛的奶奶》的資料（繁體中文）

- 開眼電影網上《親愛的奶奶》的資料（繁體中文）
- 豆瓣电影上《親愛的奶奶》的資料 （简体中文）
- 时光网上《親愛的奶奶》的資料（简体中文）
- AllMovie上《親愛的奶奶》的资料（英文）
- 爛番茄上《親愛的奶奶》的資料（英文）
- 香港影庫上《親愛的奶奶》的資料（繁體中文）
- 互联网电影数据库（IMDb）上《親愛的奶奶》的资料（英文）
- 親愛的奶奶（國家電影中心圖書館）